# عبدالکریم جمیری
عبدالکریم جمیری سیاستمدار اصولگرا و نمایندهٔ دوره های پیشین  نهم و یازدهم مجلس شورای اسلامی از  حوزه انتخابیه بوشهر، گناوه و دیلم در استان بوشهر میباشد. او عضو کمیسیون انرژی مجلس شورای اسلامی بود. وی دارای فوق لیسانس حقوق است.

## انتخابات مجلس
وی موفق شد در یازدهمین انتخابات مجلس شورای اسلامی که در تاریخ ۲ اسفند ۱۳۹۸ برگزار شد، با ۲۹ هزار و ۲۶۰ رأی از مجموع ۱۰۷ هزار و ۳۴ رأی از حوزه انتخابیه بوشهر، گناوه و دیلم در استان بوشهر به مجلس راه‌یابد.